# William Thomas Green Morton

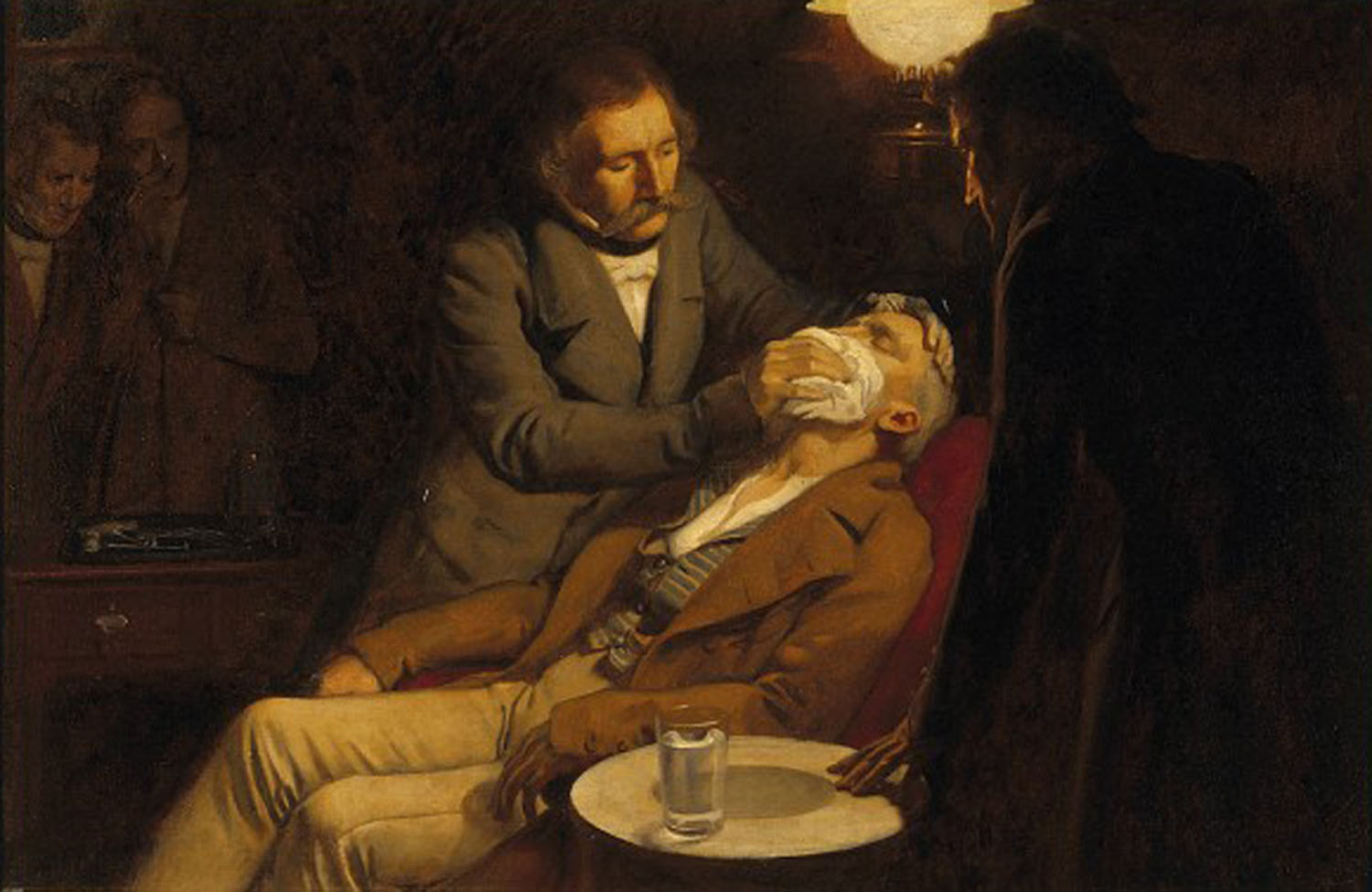
Fájdalomcsillapítás éterrel foghúzás előtt Morton által 1846-ban

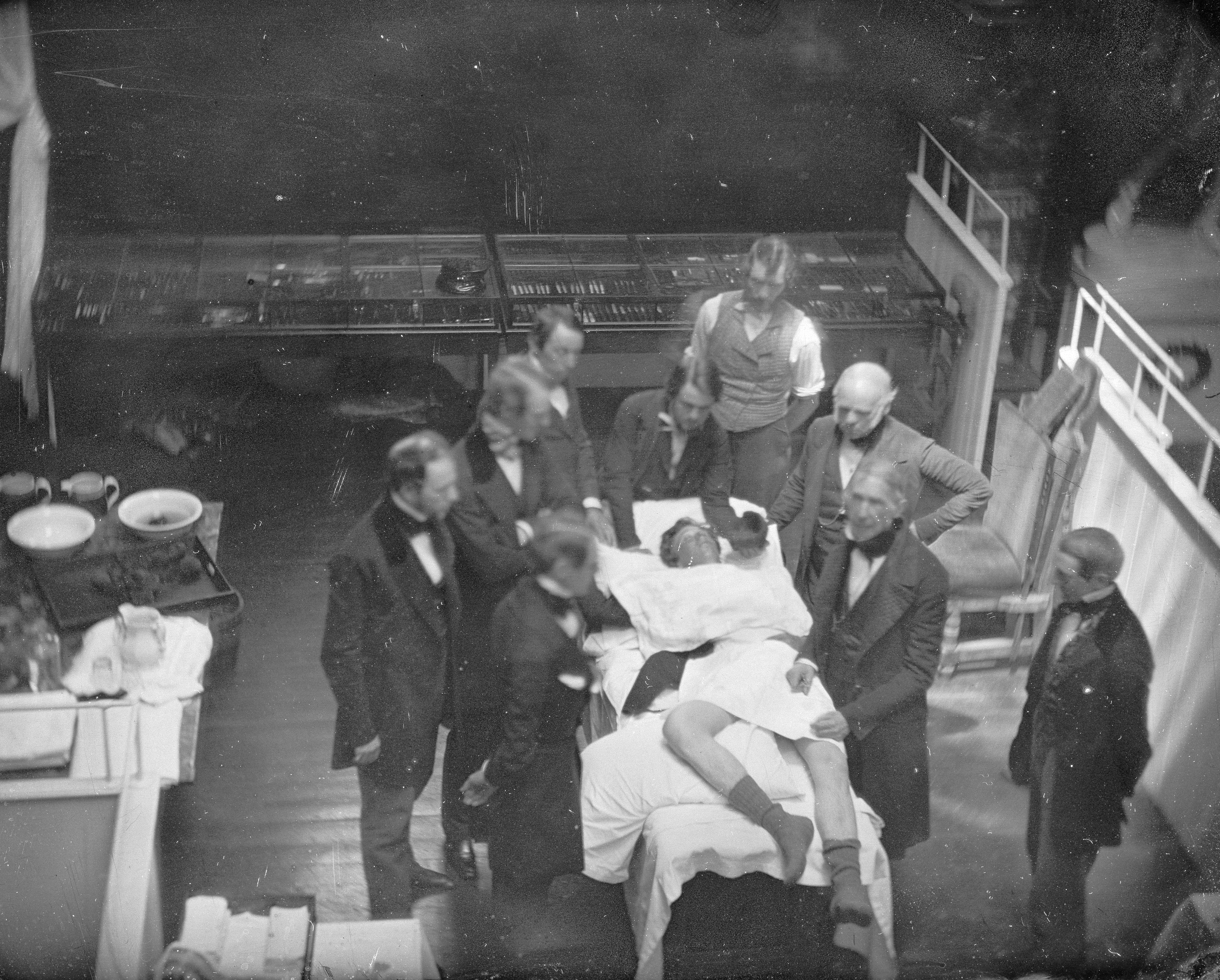
Az első érzéstelenítéssel végzett operáció Bostonban 1846. október 16-án

William  Thomas Green Morton (Charlton, Massachusetts, 1819. augusztus 19. – New York, 1868) amerikai fogorvos, az érzéstelenítő belégzés felfedezője és ismertetője, voltaképpen az első aneszteziológus, felfedezése nyomán a sebészetben megszűnt a fájdalom.

## Életpályája
Morton fiatalemberként a Baltimore-i Szájsebészeti Főiskolán tanult, 1842-ben kezdett el praktizálni, Horace Wells társa lett, aki maga is érdeklődött az érzéstelenítés iránt, hiszen a foghúzás az érzéstelenítés előtti időkben nagy fájdalommal járt. Ez a társas vállalkozás nagyon hamar felbomlott.
Miután Horace Wells gyakorlatából kiderült, hogy a nitrogén-oxid („kéjgáz”) nem elég hatékony a fájó fogak kihúzásánál, akkor Morton Charles T. Jackson, egy nagy tudású orvos tanácsára az éterrel kezdett el kísérletezni fájdalomcsillapítás végett. Először állatokon kísérletezett, beleértve kedvenc kutyáját és saját magát is. A véletlen is Morton segítségére sietett, ugyanis 1846. szemptember 30-án jelentkezett a rendelőjében egy Eben Frost nevű ember szörnyű fogfájással, s ő hajlandó volt bármit vállalni, csakhogy enyhítse az orvos az elkerülhetetlen foghúzás fájdalmát.
A foghúzás fájdalommentesen sikerült éter segítségével, a fájdalommentes foghúzásnak tanúja is volt, másnap a bostoni lapok hírt is adtak a nagy szenzációról, valójában mégsem figyelt fel rá a nagyközönség, se az orvosi társadalom. Morton emiatt egy hatásosabb demonstrációt szervezett. Megkérte John C. Warrent, a bostoni Massachusetts Kórház vezető sebészét, hogy tegye lehetővé fájdalomcsillapító módszerének nyilvános bemutatását más orvosok előtt.
A demonstráció 1846. október 16-án orvosokból és medikusokból álló tekintélyes közönség előtt történt. Morton étert adott be egy Gilbert Abbot nevű betegnek, John C. Warren sebész ezután egy tumort távolított el a beteg nyakából fájdalom nélkül. A sikeres bemutatót sok újság közölte, s néhány éven belül széles körben elterjedt a sebészeti műtéteknél az éterrel való érzéstelenítés.
A sikeres demonstráció után a tanácsadó orvos, Charles T. Jackson igényt tartott arra, hogy William T. G. Mortonnal együtt kérjék a fájdalomcsillapító eljárás szabadalmaztatását. Májusban meg is kapták a szabadalmat, de ezzel az elsőbbségért való rivalizálás nem ért véget. Charles T. Jackson szerette volna magát előtérbe helyezni, sőt Horace Wells is. A kórházak meg elkezdték alkalmazni az étert, jogdíjat nem óhajtottak fizetni. Az elsőbbségért való harc több pénzt emésztett fel, mint amennyit Morton a felfedezésért kapott. 1868-ban szegényen és csalódottan halt meg New Yorkban.
Az éter korai használatának különlegessége még az is, hogy egy Grawford W. Long (1815-1878) Georgia állambeli orvos már 1842-től alkalmazta az étert sebészeti műtéteknél saját praxisában, gyakorlatát azonban nem hozta az orvostársadalom tudomására, eredményeit majd csak 1849-ben tette közzé.
1846-tól számítva az elkövetkező száz éven belül az éter volt az operációk alatti fájdalomcsillapítás legfőbb eszköze, napjainkban már különleges esetekben az éternél kívánatosabb gyógyszer vagy gyógyszerkombináció használatos. Az éter hátrányai ellenére (gyúlékony, használata után gyakran rosszullét jelentkezik) még ma is a legsokoldalúbb érzéstelenítő, amit valaha felfedeztek.

## Epilógus
1846. október 16-án indult el diadalútján a 19. századi sebészet, az éter belélegeztetése, mint érzéstelenítő hamar általánossá vált, majd az antiszeptikus eljárásokat diadalra vitte Joseph Lister angol orvos az 1877-78-as évektől alig pár év alatt. Csak sajnálni lehet, hogy a magyar és az osztrák orvosi közvéleményben Semmelweis Ignác 1858-tól és 1860-tól tanulmányokban is jelentkező antiszeptikus eljárását figyelmen kívül hagyták.